# Matija
Matija je moško osebno ime.

## Izvor imena
Ime Matija izhaja iz latinskega imena Mathias, to pa prek grških oblik Ματθιας (Matthías) in Ματθαιoς (Mattháios) iz hebrejskega imena מתתיה (Mattitjáhu). Hebrejsko ime je zloženo iz hebrejskih besed matti v pomenu besede »moj dar« in jah »bog«, torej ime pomeni »moj dar je bog«.

## Različice imena
- moške različice imena: Mate, Matia, Matias, Matic, Matiček, Matijas, Matjaž, Matin, Matis, Matja, Matjan, Matjanko, Matja, Matko, Mato, Matej, Matias, Matyas, Taško, Tašo, Tjaš, Tjaša, Tjašo, Tjoš, Tjuš, Tjaž
- ženske različice imena: Matija, Matijana, Matja, Matjana, Matjaša, Matjaža, Matjažka, Matjuša, Matjuška, Tjaša

## Tujejezikovne različice imena
- pri Angležih: Matthias
- pri Čehih: Matěj
- pri Italijanih: Mattia
- pri Madžarih: Mátyás
- pri Poljaki: Maciej
- pri Švedih: Mattias

## Pogostost imena
Po podatkih Statističnega urada Republike Slovenije je bilo na dan 31. decembra 2007 v Sloveniji število moških oseb z imenom Matija: 3.677. Med vsemi moškimi imeni pa je ime Matija po pogostosti uporabe uvrščeno na 69. mesto.

## Osebni praznik
V koledarju je ime Matija zapisano 24. februarja (Matija, apostol). 

## Zanimivosti
- Za Slovence pomemben Matija je bil ogrski kralj Matija Korvin, madžarsko Matyas [Mátjaš], ki ga je ljudska fantazija spremenila v slovenskega  Kralja Matjaža.
- V zvezi z imenom Matija je izraz matija »pajku podobna žival z zelo dolgimi nogami in majhnim telesom, tj. suha južina«.
- Poljski izraz matyjaszek pomeni »cekin Matije Korvina«.

## Vremenski pregovori
Matija je tudi v vremenskih pregovorih:
- Ako poje žvižgavec pred sv. Matijem, bo slabo vreme, ako pozneje, bo dobro.
- Če sv. Martina dan zmrzuje, še štirideset dni mrazu prerokuje.
- Sv. Matija led razbija, če ga ni, ga naredi.